# ويليام ستيفن ووكر
ويليام ستيفن ووكر (بالإنجليزية: William Stephen Walker)‏ هو ضابط أمريكي، ولد في 13 أبريل 1822 في بيتسبرغ في الولايات المتحدة، وتوفي في 7 يونيو 1899 في أتلانتا في الولايات المتحدة.